# Skalka (stație de metrou din Praga)
Skalka este o stație a metroului din Praga, situată pe linia A. Stația a fost deschisă pe 4 noiembrie 1990.